# 乌讷博罗特王
乌讷博罗特（羅馬化：Önöbold，？—？），15世纪东部蒙古科尔沁部領主，成吉思汗之弟合撒儿后裔，锡古苏特次子，孛鲁乃之弟。
瓦剌也先统一蒙古时，杀死他的父亲，俘虏他的兄长孛鲁乃。他因为驻牧在斡难河，逃过一劫，被立为科尔沁王。孛罗乃从瓦剌逸归科尔沁后，他将王位让给孛鲁乃。1468年，大汗满都鲁为摩伦汗报仇，派他率军攻打广宁王毛里孩，得胜。1479年，满都鲁死后，他向满都海哈屯求婚被拒，乌讷博罗特感念满都海维护汗统，于是表示放弃。